# Kirschbaumskotten
Kirschbaumskotten war eine Ortslage in der bergischen Großstadt Solingen. Sie ging auf einen dort befindlichen Schleifkotten zurück.

## Lage
Der Kirschbaumskotten befand sich im Südosten Solingens am Unterlauf des Bertamsmühler Baches. Der Bach mündet im Süden bei Strohn in die Wupper. Der Kotten lag an einem Westufer des Baches, auf der östlichen Uferseite führt der Wanderweg Willi-Lohbach-Weg vorbei, er war durch schmale Waldwege von der Petersmühle und von Strohn aus zu erreichen. Vor Ort deuten noch Grabenreste den Standort des Kottens an, die heute ein Bodendenkmal bilden.
Benachbarte Orte sind bzw. waren (von Nord nach West): Petersmühle, Jagenberg, Strohnerhöhe, Wittekotten, Strohn, Glüder, Pfaffenberg und III. Hästen.

## Geschichte
Der Kirschbaumskotten, benannt nach dem Familiennamen Kirschbaum, war eine von mehreren Kotten und Mühlen entlang des relativ kleinen Bertramsmühler Baches. Es handelte sich um einen einfachen, kleinen Kottenbau in Fachwerkbauweise mit Satteldach.
In dem Kartenwerk Topographia Ducatus Montani von Erich Philipp Ploennies, Blatt Amt Solingen, aus dem Jahre 1715 ist der Kotten ohne Namen verzeichnet. Die Topographische Aufnahme der Rheinlande von 1824 verzeichnet den Kotten ebenfalls unbeschriftet, die Preußische Uraufnahme von 1844 verzeichnet den Kotten als Schl. In der Preußischen Neuaufnahme von 1893 ist der Kotten als Kirschbaumskotten verzeichnet.
Kirschbaumskotten gehörte nach Gründung der Mairien und späteren Bürgermeistereien zur Bürgermeisterei Dorp, die im Jahre 1856 das Stadtrecht erhielt, und lag dort in der Flur V. Gluder. Die Bürgermeisterei beziehungsweise Stadt Dorp wurde nach Beschluss der Dorper Stadtverordneten zum 1. Januar 1889 mit der Stadt Solingen vereinigt. Damit wurde der Ort ein Teil Solingens.
Der ehemalige Schleifkotten wurde später als Forsthaus genutzt, bis das Gebäude schließlich im Jahre 1963 abgerissen wurde.